# 阿伊 (马恩省)
阿伊（法語： 或 ，法語發音：[aj]）是法国马恩省的一个旧市镇，位于该省西部，属于埃佩尔奈区。2016年1月1日，阿伊和相邻的另外2个市镇合并为新市镇阿伊香槟（Aÿ-Champagne），阿伊为政府驻地。

## 地理
阿伊（49°3'19"N, 4°0'13"E）面积10.43 平方千米，位于法国大東部大區马恩省，该省份为法国东北部内陆省份，北起阿登省，西北接埃纳省，西南接塞纳-马恩省，南至奥布省，东南接上马恩省，东临默兹省。
与阿伊接壤的市镇（或旧市镇、城区）包括：尚皮永、圣伊莫热、米蒂尼、马勒伊叙阿伊、舒伊、埃佩尔奈、迪济。
阿伊的时区为UTC+01:00、UTC+02:00（夏令时）。

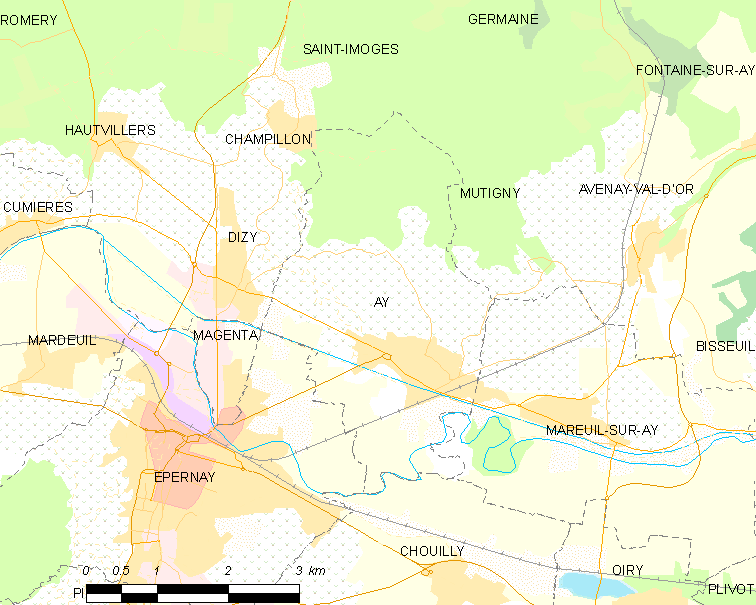
阿伊的OSM定位图

## 行政
阿伊的邮政编码为51160、51150，INSEE市镇编码为51030。

## 政治
阿伊所属的省级选区为埃佩尔奈第一县。

## 人口

1962-2008年间阿伊人口变化图示

阿伊于2018年1月1日时的人口数量为3686人。